# 셈바왕역

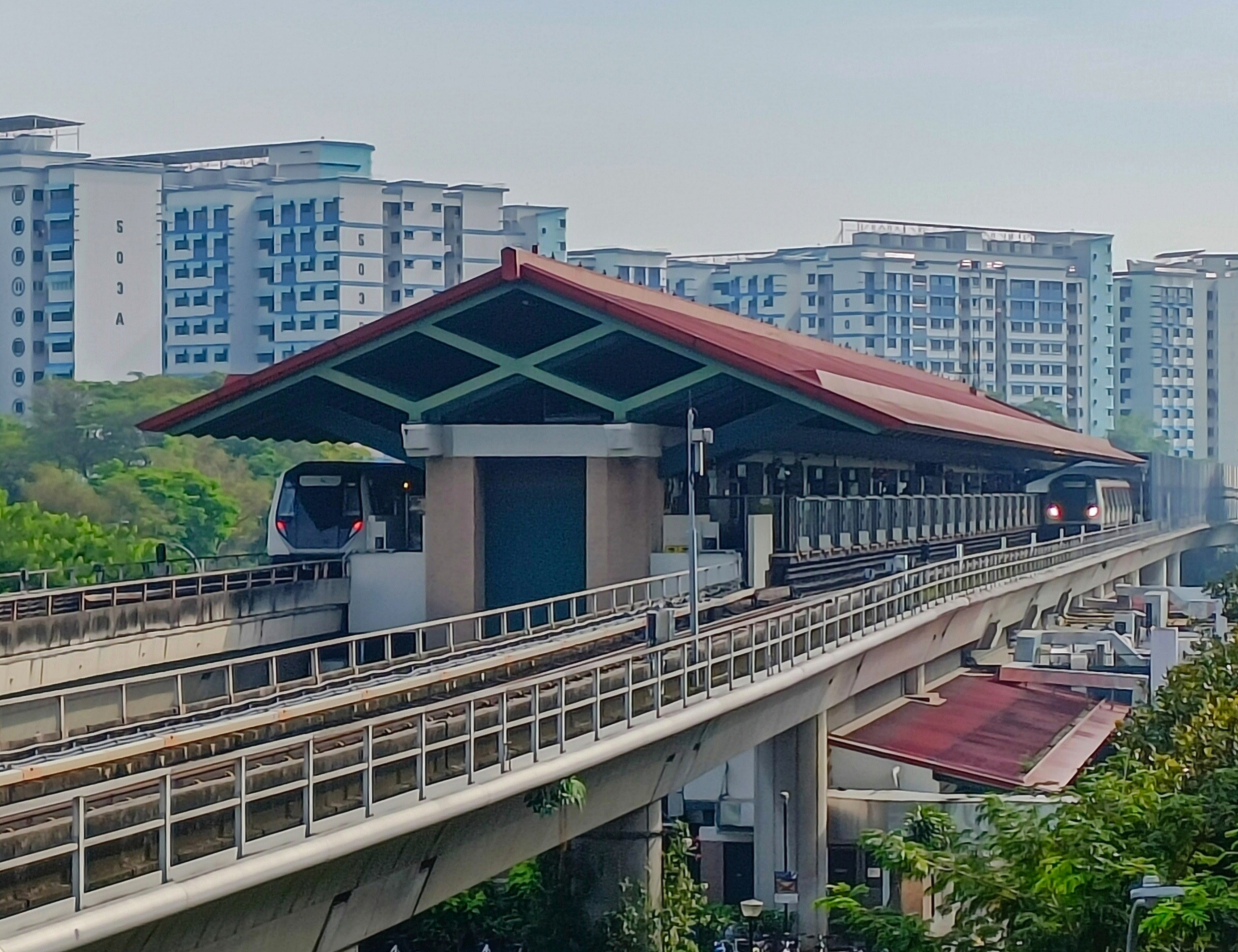

셈바왕역(Sembawang MRT station)은 노스사우스선(NSL)의 고가 MRT(Mass Rapid Transit) 역이다. 셈바왕 로드를 따라 싱가포르 셈바왕에 위치한 이 역은 썬 플라자 쇼핑센터와 셈바왕 버스 인터체인지에서 가깝다. 역은 SMRT 열차에 의해 운영된다.
원래는 우드랜즈 확장의 다른 역보다 늦게 건설될 예정이었으나 1992년 11월 계획이 수정되면서 역 건설이 추진되었다. 1996년 2월 10일에 다른 우드랜즈 확장 역과 함께 완공된 셈바왕역은 자전거 보유량이 가장 많다. 셈바왕 조선소에서 일하는 자전거 타는 사람들의 약자이다. 2010년 국가 자전거 계획을 통해 자전거 주차 공간의 수가 더욱 늘어났다. 역은 캄풍 스타일의 지붕을 갖추고 있으며 다른 교통 수단과도 통합되어 있다.